# Hällevik Tradjazz Festival
Hällevik Tradjazz Festival är en svensk internationell tradjazzfestival i Blekinge sedan 2004.
Festivalen startades 2004 av lokala jazzmusiker och jazzälskare genom föreningen Dragkedjan. Efter ett tidigare försök i Sölvesborg beslöt man att skapa en gemytlig festival i naturliga spelplatser i den lilla fiskeorten Hällevik varje år i augusti. Sedan starten har festivalen vuxit till en av Sveriges största med drygt 10 000 besökare från hela norra Europa, omkring 25 band från olika länder och ett åttiotal konserter. 2007 bildades Föreningen Jazz i Hällevik för att fortsättningsvis hantera den växande festivalen och även andra jazzevenemang i Blekinge. I samband med festivalen arrangeras även seminarier, barnverksamhet och annat.
2011 tilldelades festivalen Blekinge Läns Tidnings kulturpris för sin nyskapande verksamhet.